# Kleinella cedrosa
Kleinella cedrosa är en snäckart som först beskrevs av Dall 1884.  Kleinella cedrosa ingår i släktet Kleinella och familjen Pyramidellidae. Inga underarter finns listade i Catalogue of Life.